# SEAT Altea
SEAT Altea — компактвен, створений іспанською компанією SEAT і названий на честь муніципалітету Альтеа. Всього виготовлено 499 027 автомобілів.

## Опис

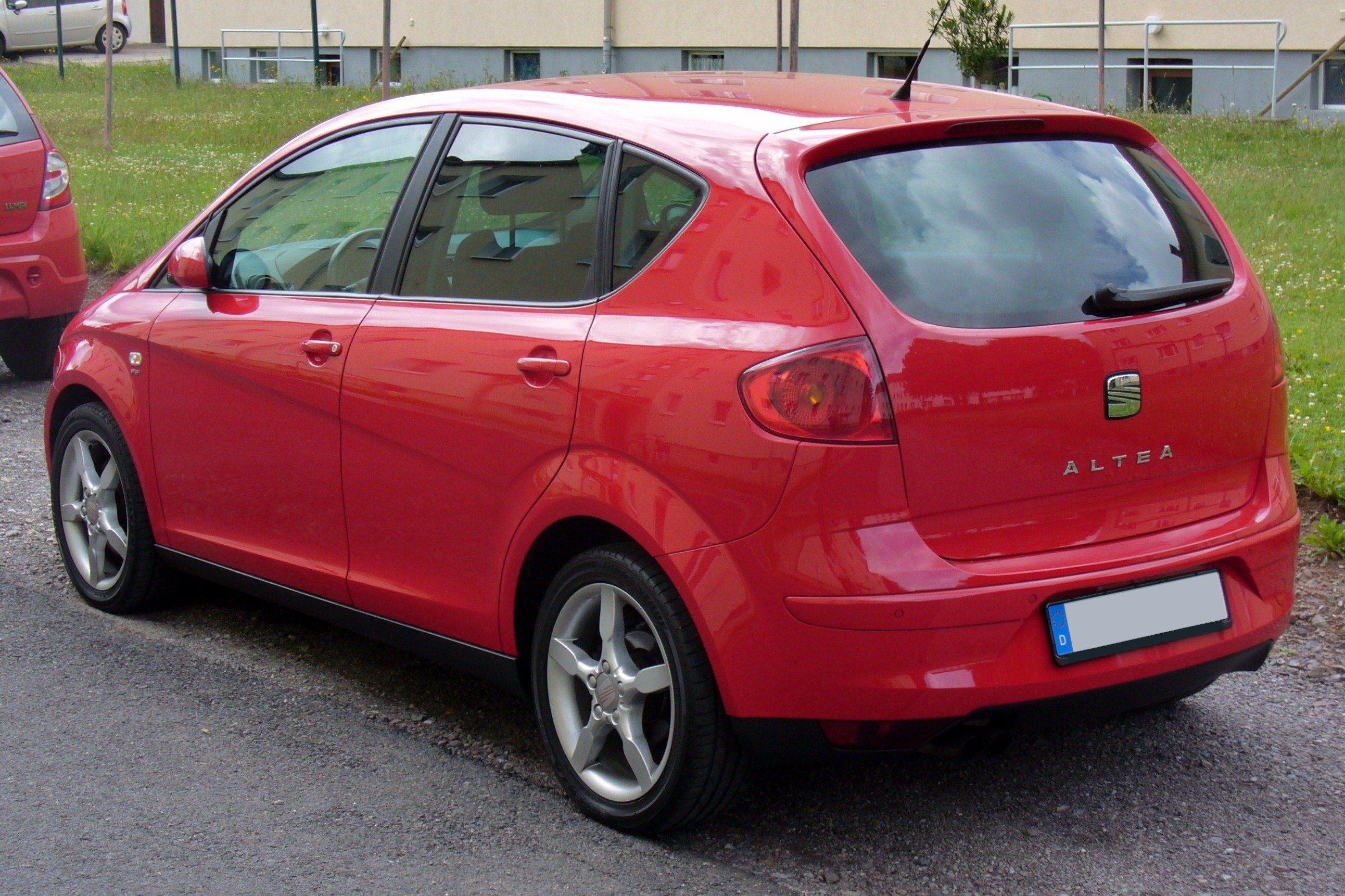
Seat Altea (2004—2009)

Розроблено автомобіль Вальтером де Сільва. Випускався з 2004 по 2015 роки. Ідентичний SEAT Toledo третього покоління, за винятком розмірів і форми задньої частини кузова.

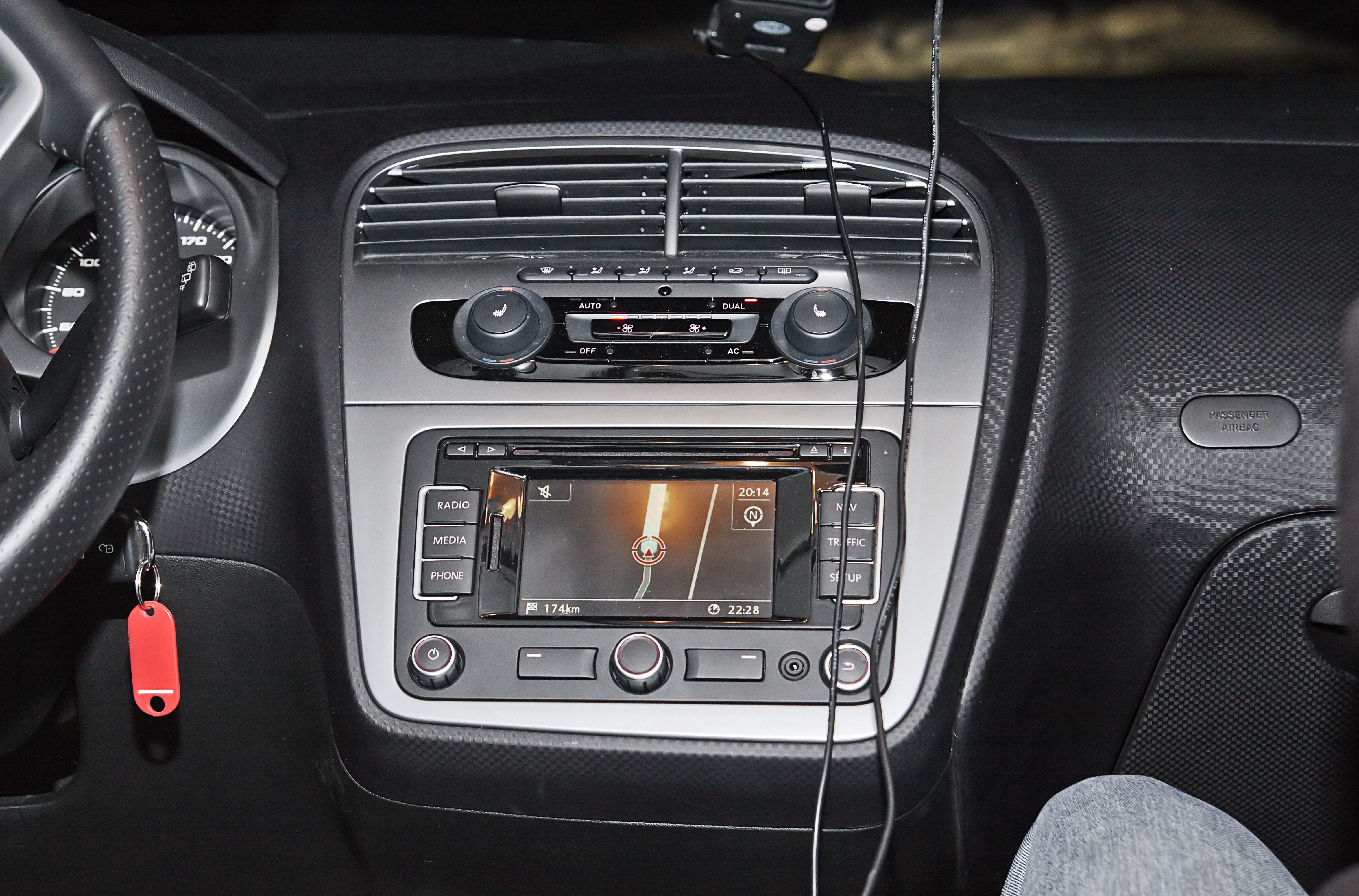

Це п'ятимісний сімейний автомобіль з більш спортивним іміджем, ніж у конкурентів. Автомобіль створений на платформі A5 (PQ35) від Volkswagen AG. З особливостей дизайну варто відзначити склоочисники з «вертикальним паркуванням» (ховаються в передні стійки), проте масивні передні стійки створюють «мертві зони» в огляді.
Автомобіль отримав п'ять зірок за безпеку в рейтингу Euro NCAP. Випускається в шести базових варіантах комплектації: Essence, Reference, Reference Sport, Stylance, Sport і FR. Також є широкий вибір бензинових і дизельних двигунів з чотирма варіантами КПП — механічні п'яти-і шестиступінчасті, п'ятиступінчастий автомат типтроник і шестиступеневий автомат DSG.
Крім того, автомобіль удостоївся кількох нагород за дизайн і зовнішній вигляд.
Збільшена версія автомобіля, Altea XL була вперше показана в 2006 році на Паризькому автосалоні. У 2007 році з'явилася модель Altea Freetrack з повним приводом, що підключається і збільшеною висотою підвіски.

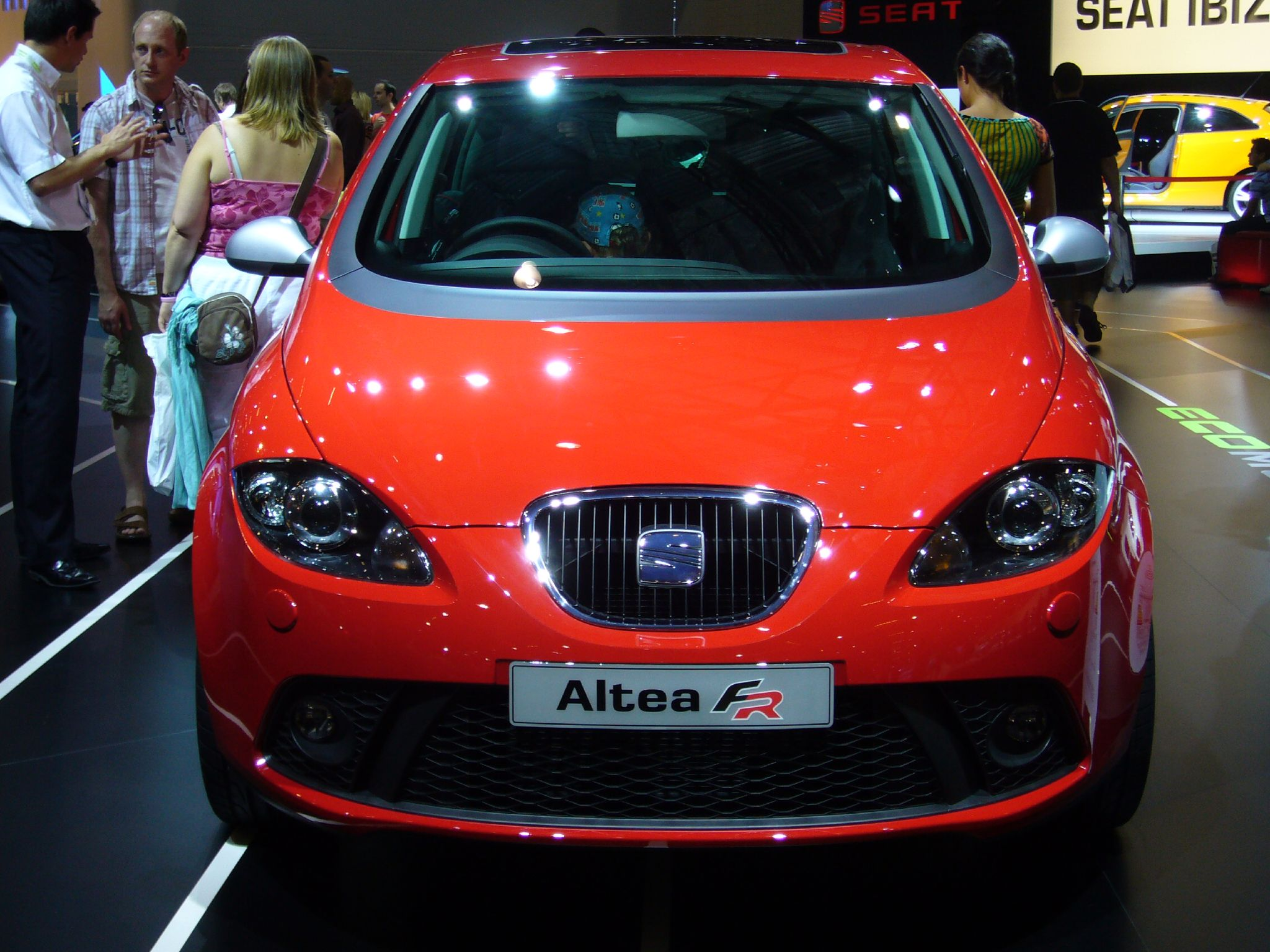
Seat Altea FR (2005—2009)
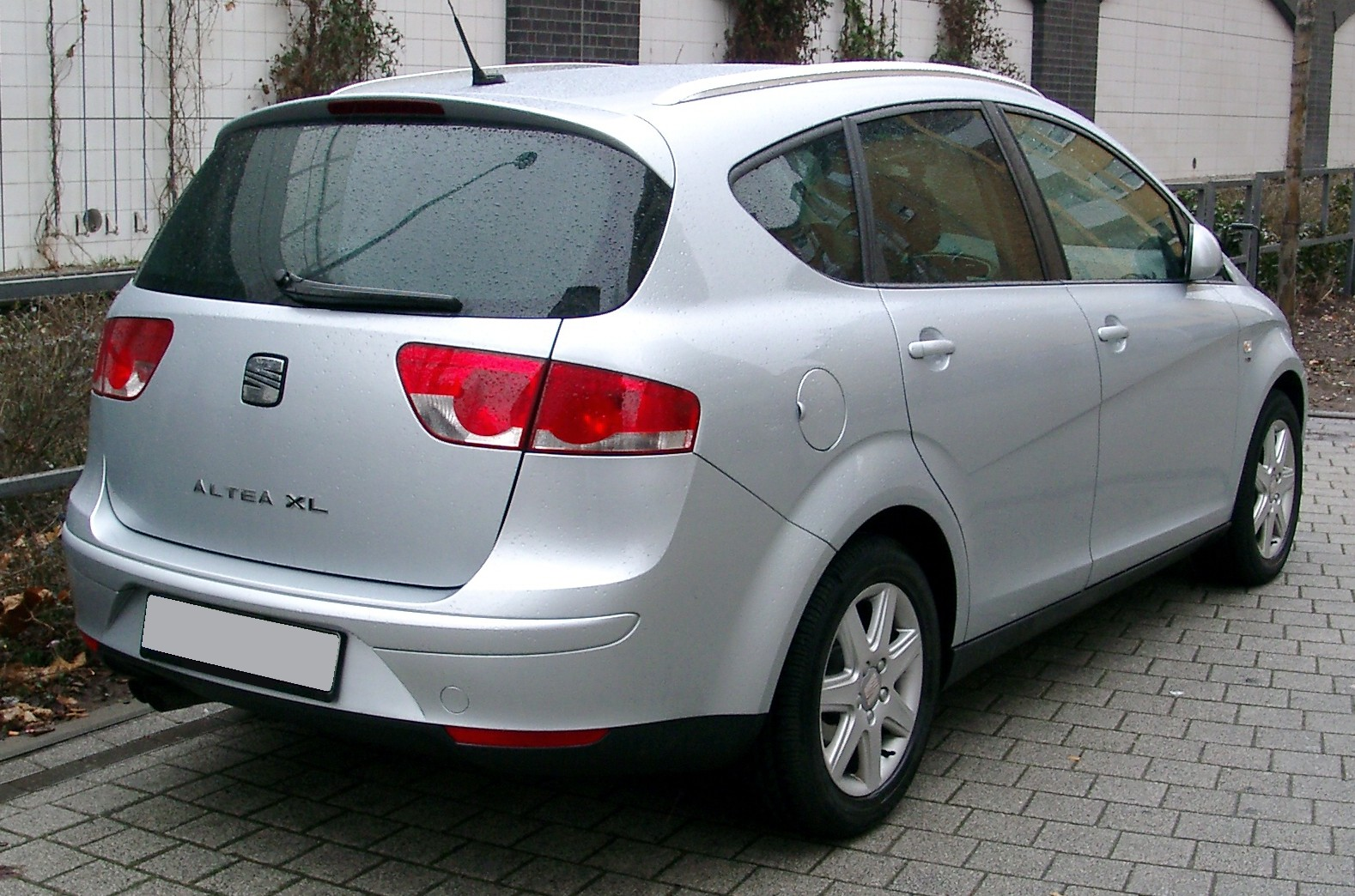
Seat Altea XL (2006—2009)
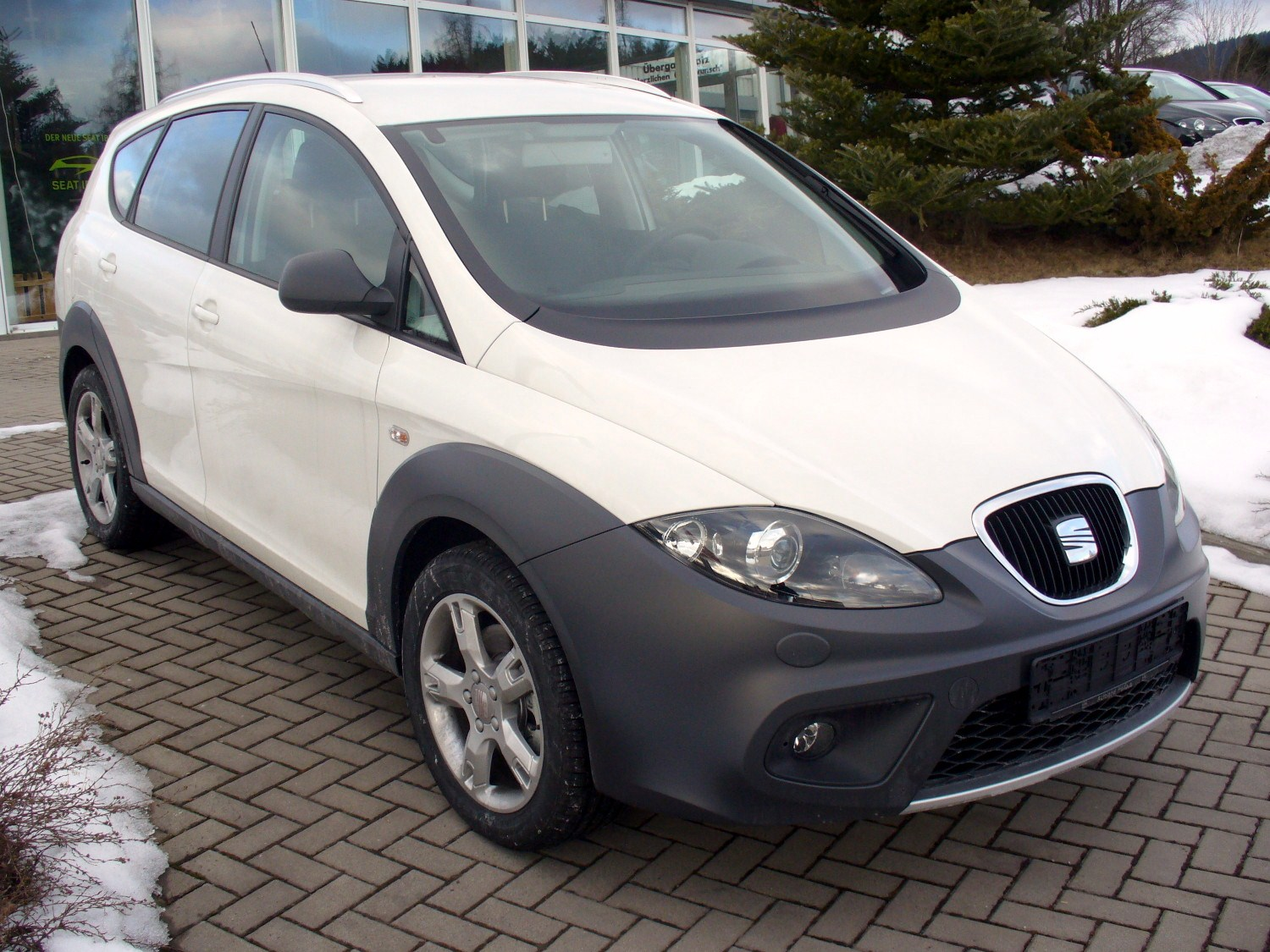
Seat Altea Freetrack 4x4 (2007—2009)

У 2009 році автомобіль модернізували, змінивши зовнішній вигляд, оснащення і двигуни. Також моделі, які з'явились після редизайну 2009 року отримали оновлені перемикачі, прилади та рульове колесо. Більш того, для того, щоб відповідати високим вимогам ринку, розробники оснастили салон більш якісним пластиком.
Компактвен представлений у шести комплектаціях: Essence, Reference, Reference Sport, Stylance, Sport та FR.
Моделі початкового рівня оснащені: гідропідсилювачем керма, кондиціонером повітря, CD стерео, електроприводом передніх вікон, функцією дистанційного закривання та водійським сидінням, яке налаштовується по висоті та куту нахилу.
Модель Stylance додає: електропривод бічних дзеркал, клімат-контроль, елементи управління стерео на рульовому колесі, круїз-контроль, 16-дюймові литі диски коліс, сидіння переднього пасажира з налаштуванням висоти та поперекового відділу, шкіряний важіль перемикання передач та рульове колесо.
Модель Sport постачається з контролем стабільності, колесами на п'ять шпиць, спортивними сидіннями та підвіскою.
Моделі FR виділяються за рахунок електронної програми стабільності, двозонного клімат-контролю, 17-дюймових литих дисків, трохи інакших бамперів та подвійних хромованих вихлопних патрубків. За безпеку відповідають: шість подушок, антиблокувальна гальмівна система, система допомоги при екстреному гальмуванні та протибуксувальна система.

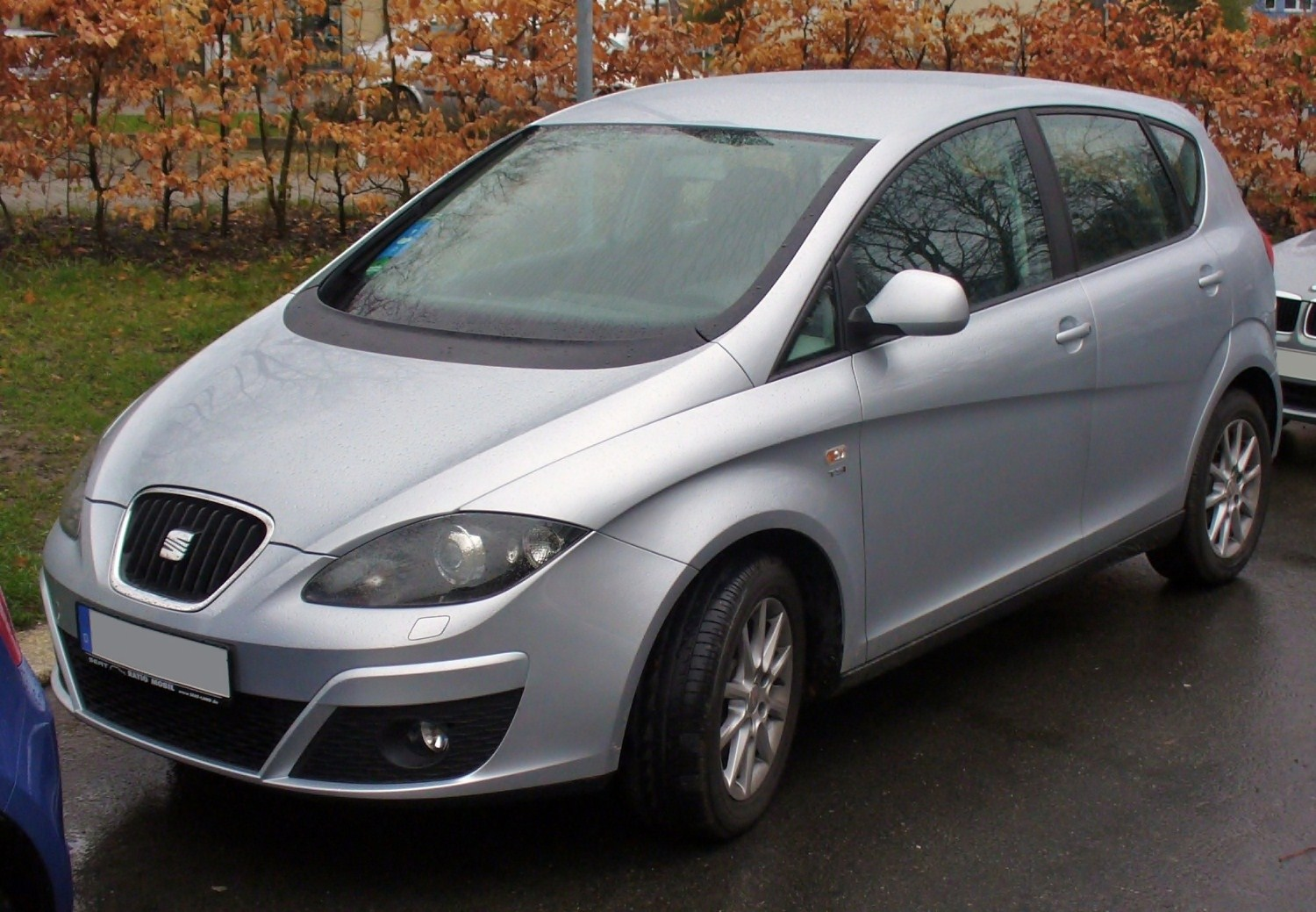
Seat Altea (з 2009)
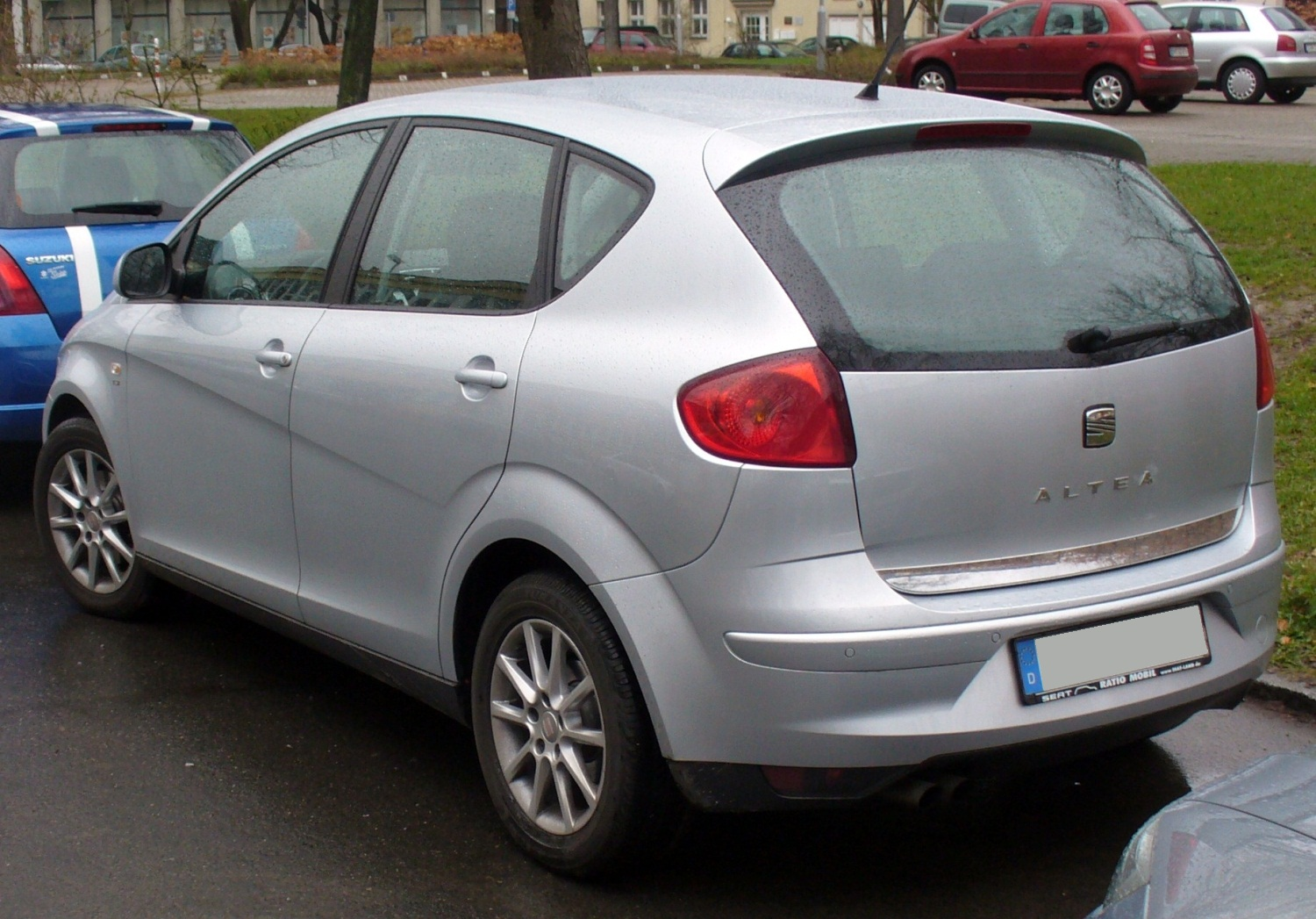
Seat Altea (з 2009)

## Двигуни
Altea
Бензинові:
- 1.2 L I4 TSI
- 1.4 L I4
- 1.4 L I4 TSI
- 1.6 L I4
- 1.8 L I4 TSI
- 2.0 L I4 FSI
- 2.0 L I4 TSI

Газові/LPG:
- 1.6 L LPG

Дизельні:
- 1.6 L I4 TDI
- 1.9 L I4 TDI
- 2.0 L I4 TDI
- 2.0 L I4 TDI DPF

Altea XL/Freetrack
Бензинові:
- 1.4 L I4
- 1.4 L I4 TSI
- 1.6 L I4
- 1.8 L I4 TSI
- 2.0 L I4 TSI

Дизельні:
- 1.9 L I4 TDI
- 1.9 L I4 TDI DPF
- 2.0 L I4 TDI
- 2.0 L I4 TDI DPF
- 2.0 L I4 TDI CR DPF